# Alan Armer
Alan A. Armer (7 de julho de 1922 - 5 de dezembro de 2010) foi um produtor e diretor de televisão norte-americano.